# Paramilitær
Paramilitære styrker eller enheder er enheder, der ikke er underlagt militær kontrol, men som har uddannelse og udrustning, der ligner den militære.
Paramilitære styrker ses ofte underlagt et indenrigsministerium. I totalitære stater kan de paramilitære styrker være et terrorapparat for en diktator.
Eksempler kan være antiterrorenheder, SWAT-enheder og særlige grænsepolitienheder.
Ordet paramilitær kommer af græsk: para (ved siden af) og latin: miles (soldat). Betegnelsen kan anvendes om mere officielle organisationer med struktur og opgaver, som kan minde om militæret, men alligevel ikke er en del af de militære styrker. De er ofte af politiske årsager organiseret som en del af politiet, ofte kaldt gendarmeri.
Grupper, som står uden for de officielle myndigheder, kan være væbnede revolutionære grupper som IRA i Nordirland; andre kan være væbnede borgerværn, som spiller både en privatretslig og politisk rolle som frikorpsene i Tyskland i mellemkrigstiden. De blev nedlagt i 1933 og lagt ind under Schutzstaffel () og Sturmabteilung (SA).
Den Den Romerske republiks hære, handelsselskaberne i Det britiske Imperium, militsen under Den amerikanske revolution og de jugoslaviske militser havde paramilitære træk – og var godkendt af myndighederne. Det amerikanske selskab Blackwater Worldwide er et moderne eksempel på paramilitær og er det største af tre sikkerhedsselskaber under det amerikanske udenrigsdepartement.